# Hraničné Petrovice
Hraničné Petrovice är en ort i Tjeckien.   Den ligger i regionen Olomouc, i den östra delen av landet, 220 km öster om huvudstaden Prag. Hraničné Petrovice ligger 594 meter över havet och antalet invånare är 145.
Terrängen runt Hraničné Petrovice är platt åt nordost, men åt sydväst är den kuperad. Runt Hraničné Petrovice är det ganska tätbefolkat, med 75 invånare per kvadratkilometer. Närmaste större samhälle är Olomouc, 19,5 km sydväst om Hraničné Petrovice. I omgivningarna runt Hraničné Petrovice växer i huvudsak blandskog.